# Karim Rekik
Karim Rekik (født 2. december 1994 i Haag, Holland) er en hollandsk fodboldspiller, der spiller som forsvarsspiller hos den tyske Bundesliga-klub Hertha Berlin.